# Урбаньчик, Александра
Александра Урба́ньчик (в русскоязычных СМИ также Урбанчук; пол. Aleksandra Urbańczyk-Olejarczyk, род. 13 ноября 1987, Лодзь) — польская пловчиха, чемпионка Европы, призёр чемпионатов мира и Европы. Член сборной Польши по плаванию. Участница Олимпийских игр 2016 года.

## Спортивная карьера
Единственную медаль на чемпионатах мира на короткой дистанции завоевала в 2012 году в Стамбуле на дистанции 50 метров на спине, проплыв её за 26,50 секунды и уступив только китаянки Чжао Цзин и американки Оливии Смолиге.
На чемпионатах Европы на короткой воде достижения Александры более существенные. В 2004 году она на дистанции 100 метров комплексным плаванием смогла стать чемпионкой Европы. В 2005, 2006 и 2007 годах она неизменно увозила с каждого чемпионата Европы медаль. Успешны были выступления на отдельных этапах Кубка мира по плаванию.
В 2011 году в Щецине в составе эстафетной команды Польши стала бронзовым призёром чемпионата Европы на короткой воде на дистанции 4 по 50 метров комплексным плаванием. Через два года на турнире в Хернинге завоевала серебро на дистанции 50 метров на спине.
В 2015 году на турнире в Израиле продемонстрировала уникальные плавательные способности, добившись высоких результатов во всех стилях. Она была пятой на 50 метрах вольным стилем, четвёртой в баттерфляе и серебряным призёром на 50 метрах на спине.
На Олимпийских играх 2016 года впервые приняла участие в Играх. В заплывах на 50 метров вольным стилем и в эстафете 4 по 100 вольным стилем она представляла олимпийскую команду Польши. В индивидуальном заплыве она стала 29-й с результатом 25,28, а в эстафете команда Польши заняла итоговое 15-е место.